# O soave fanciulla
"O soave fanciulla" (O du ljuvaste flicka) är en romantisk duett ur första akten av Giacomo Puccinis opera La bohème från 1896. Den sjungs som avslutningsnummer i akt 1 av Rodolfo (tenor) och Mimì (sopran) när de inser att de har fallit för varandra. Librettot är skrivet av Luigi Illica och Giuseppe Giacosa.

## Dramataisk kontext
Duetten, som är mellan 5 och 6 minuter lång, är skriven i tonarten A-dur, men slutar i C-dur. Den sista takten i orkestern kännetecknas av fallande harpharmonik genom det sista C-durackordet.
När Mimì och Rodolfo inser att de är förälskade (unisont "A! Tu Sol Comandi, Amor!" /"Fremon già nell'anima") återvänder musiken till operans kärleksmotiv från Rodolfos aria "Che gelida manina" ("talor dal mio forziere"). De lämnar scenen tillsammans sjungandes "Amor!". Mimìs sista ton är ett högt C, markerat perdendosi (borttonande), och medan ett E nedan är skrivet för Rodolfo, sjunger många tenorer också det höga C:et, vilket gör den sista tonen unison. Efter Rodolfos "Che gelida manina" och Mimìs "Sì, mi chiamano Mimì" avslutar duetten en av de mest romantiska passagerna i hela operan.
|  |
|  |